# Konrad-Adenauer-Park (Düren)

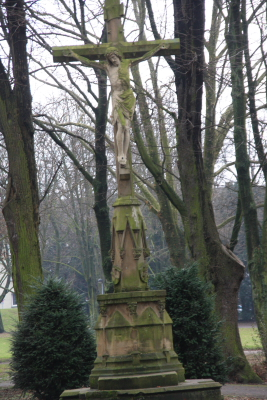
Das Hochkreuz

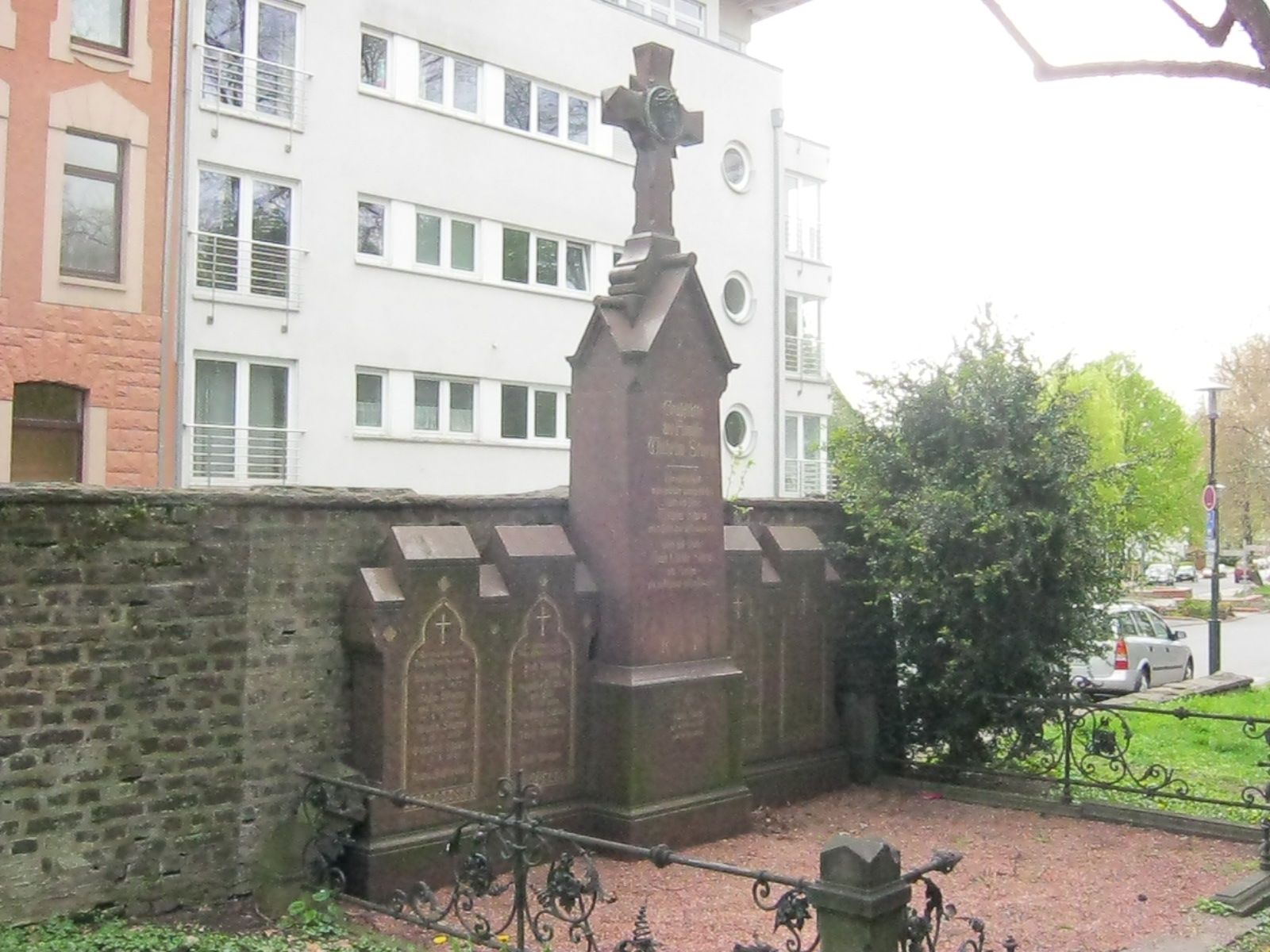
Das Grabmal der Familie Sturm

Der Konrad-Adenauer-Park befindet sich in der nordrhein-westfälischen Kreisstadt Düren.

## Lage
Der ehemalige katholische Friedhof liegt in der innerörtlichen Kölnstraße. Gegenüber ist der evangelische Friedhof, der heute (2018) noch genutzt wird.

## Geschichte
Am 17. Januar 1785 wurde die bischöfliche Genehmigung für den Rektor bzw. Pfarrer von St. Anna erteilt, den vor der Stadt an der Kölnstraße als neuen Friedhof vorgesehenen Platz zu weihen. Die Einweihung erfolgte am 26. Mai 1786. Er musste 1825 erweitert werden. Schon 1840 wurde der obere Teil der Kölnstraße zwischen dem Kölntor und dem Friedhof gepflastert, was damals nicht unbedingt üblich war. Eine zweite Friedhofserweiterung wurde schon 1842 notwendig. Der städtische Friedhof wurde seit diesem Zeitpunkt als konfessionsunabhängig bezeichnet. Im gleichen Jahr wurde der alte Friedhof, der St. Anna umgeben hatte, gepflastert. 30 Jahre später wurde das Begräbnisfeld wiederum vergrößert. 1876 wurde das aus dem Jahre 1708 stammende schmiedeeiserne Wirteltränkenkreuz auf dem städtischen Friedhof aufgestellt. Erst 2008 kam es wieder an seinen angestammten Platz. 1877 wurde ein öffentlicher Brunnen auf dem Gelände angelegt und 1885 wurde der Friedhof um die doppelte Fläche erweitert.
Bei der Umgestaltung des Ahrweilerplatzes, welcher über Jahrhunderte als Friedhof diente, kamen 1890 eine große Menge menschlicher Gebeine zum Vorschein. Diese wurden auf dem städtischen Friedhof beigesetzt. Bei dem schweren Luftangriff vom 16. November 1944 wurde das Gelände verwüstet. Seit 1948 gab es dorf keine Bestattungen mehr. Drei Jahre später wurde das Gelände als Parkanlage hergerichtet. 1965 wurde die Ehrengrabstätte des
Bürgermeisters und Ehrenbürgers von Düren Hubert Jakob Werners vom alten Friedhof auf den neuen Friedhof Düren-Ost umgebettet. Es erfolgte der Beschluss der Umbettung aller Toten auf den neuen Friedhof in Abstimmung mit den Angehörigen.
1972 begann man mit der Umgestaltung des Parks und 1974 erfolgte die Freigabe als Konrad-Adenauer-Park.
Das Hochkreuz steht unter Denkmalschutz.